# Good Vibrations
Good Vibrations е песен на американската рок група Бийч Бойс. Композирана и продуцирана е от Браян Уилсън, а текстът е написан от Уилсън и Майк Лав.
Пусната е като сингъл на 10 октомври 1966 г., като е подкрепена от инструменталната Let's Go Away For Awhile от Pet Sounds. Тя е третият хит на групата, изкачил се до номер едно на Билборд Хот 100. Това се случва през декември 1966 г. Good Vibrations е и първата им песен, която стига до предната част на британската класация.
Песента е създадена по време на сесиите за албума Pet Sounds. Тя обаче не излиза като сингъл от него, нито като част от песните му, а просто като самостоятелен сингъл. 11 месеца по-късно тя става част от албума Smiley Smile.
Пиарът на Уилсън, Дерек Тейлър, описва Good Vibrations като „джобна симфония“. В нея има инструменти, нетипични за психеделичен соул/поп песен, като виолончело и електронен теремин. Попада под номер 6 в класацията на „Ролинг Стоун“ „500 Най-велики песни на всички времена“. Освен това тя присъства в списъка „500 песни, които оформираха рокендрола“, публикуван от Залата на славата на рокендрола.